# بدع بن خلف
بدع بن خلف هي بلده تقع في الجنوب الغربي من منطقه حائل بالقرب من المعلم السياحي الراس الأبيض الواقع في حرة بني رشيد، على بعد 280كم، وتبعد عن محافظة الحائط 35 كم، وعن المدينه المنورة 180كم شمالا على طريق المدينة حايل السريع وهي ديار الشوالعة من بني رشيد.

## التعليم
مدارس ابتدائية ومتوسطة وثانوية للبنين والبنات.

## الصحة
مستوصف ومركز رعاية أولية.